# Huizhouhua
Huizhouhua is het meestgesproken dialect in Huizhou. Het dialect is een van de vele varianten van het Hakka.
- Sino-Tibetaanse talen
  - Chinese talen
    - Hakka
      - Huizhouhua

## Verspreidingsgebied
In Huizhou zijn er ongeveer één miljoen mensen die Huizhouhua als moedertaal hebben.
In Taiwan zijn er ongeveer 1,5 miljoen mensen die een variant van Huizhouhua spreken. Deze mensen zijn van Hakka afkomst en hun voorouders kwamen oorspronkelijk van Huizhou.